# Andy Nye
Andy Nye (Londra, 8 aprile 1959) è un compositore e tastierista britannico.

## Biografia
Iniziata l'attività di musicista sul finire degli anni settanta, nel 1982 entra a far parte del Michael Schenker Group, che abbandona appena due anni dopo. Negli anni novanta entra a far parte degli Asia, guidato da John Paine. Dal 2008 al 2013 è di nuovo membro del Michael Schenker Group.

## Attività come compositore
Già dall'inizio degli anni ottanta diventa un noto compositore, scrivendo per cantanti come Sheena Easton, Toyah Willcox, Barbara Dickson, Chris Farlowe, Gerard Kenny, e per band storiche come Ten Years After and The Zombies.

## Discografia

### Solista
- The Passion, 2006, con John Payne.

### Michael Schenker Group
- Built To Destroy, 1983
- Michael Schenker Group - Walk The Stage - The Official Bootleg Box (2009)
- Michael Schenker Group - Walk The Stage - The Highlights (2013)

### Asia
- Aqua, (1992)

## Partecipazioni
- Mainland - "Who Do You Love" (1978, Single)
- Mainland - "By Your Side" (1979, Single)
- Mainland - "No Money" (1979, Single)
- Mainland - Exposure (1979)
- Dave Prowse and Tony Blackburn - "Green Cross Code" (1980)
- Les Payne - "Who Will Be The Winner" (1982, Single)
- Dune - "Dancin Heatwave" (1982, Single)
- Loose Talk - "Dan Dare" (1982, Single)
- Barbara Dickson - Here We Go (1982, Live)
- The Kick - Heartland (1988)
- Ronny’s Pop Show 15 - CBS (1990) Writing Credit
- The Zombies - New World (1991) Writing Credits
- Jahn Teigen - Rondo (1993)
- Mike Fab Gere & The Permissive Society - "I Am The Walrus" (1993, Single)
- Mike Fab Gere & The Permissive Society - "Summer of Love" (1994, Single)
- Leo Lyons’ Kick - Tough Trip Through Paradise (1996)
- Colin Blunstone - The Light Inside (1998) Writing Credits
- The Chris White Experience - Volume One (2019)
- The Chris White Experience - Volume Two (2019)